# Samuel Beazley
Samuel Beazley (Londra, 1786 – Tonbridge Castle, 1851) è stato un architetto, scrittore e drammaturgo inglese.

## Biografia

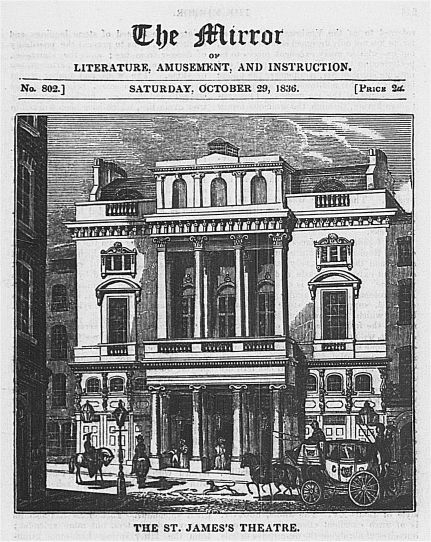
St. James's Theatre (1836)

Samuel Beazley fu un architetto e drammaturgo, nacque a Westminster, figlio di un fabbricante di equipaggiamento militare. Si è formato nell'ufficio di suo zio, l'architetto Charles Beazley (1760-1829) e diventò  il principale architetto teatrale del suo tempo e il primo esperto inglese di rilievo in questo campo.
Come architetto godette di una notevole esperienza, soprattutto nella costruzione di teatri, di cui sicuramente fu il più prolifico progettista del suo tempo. Il Lyceum Theatre (1817 e 1830), il St. James's Theatre, il City of London, il colonnato e gli interni del Drury Lane furono alcuni tra quelli eretti da lui a Londra, e preparò il disegno per due teatri a Dublino, due in Belgio, uno in Brasile e due in diverse parti dell'India.
Progettò una o due case di campagna e alcuni nuovi edifici per l'università di Bonn. I suoi ultimi lavori più importanti sono stati realizzati per la South-Eastern Railway Company e includono il loro capolinea al London Bridge, la maggior parte delle loro stazioni sulla linea del North Kent, e il Lord Warden Hotel e la Pilot House a Dover.
Fu un drammaturgo prolifico, e gli sono attribuite oltre cento opere. Sono principalmente farse e commedie brevi, che evidenziarono una notevole capacità letteraria e creativa. Tra le più note ci sono: Five Hours at Brighton, la prima delle commedie dell'autore ad essere eseguita, The Boarding House, He is Jealous? un'operetta in un atto composta per il signor Wrench, e rappresentata per la prima volta al Royal Opera House il 2 luglio 1816, Gretna Green, The Steward, Old Customs, The Lottery Ticket, My Uncle, Bachelors' Wives, Hints to Husbands, Fire and Water e  The Bull's Head.La trama di Fire and Water è incentrata sulle vicende di un vecchio petulante, che propone di sposare una giovane donna, e dall'impegno di un giovane amante che cerca di portargliela via.
Scrisse anche due romanzi: Il Roué del 1828 e The Oxonians del 1830, realizzati con garbo e intelligenza.

## Opere

### Drammaturgo
- Five Hours at Brighton;
- The Boarding House;
- He is Jealous?;
- Gretna Green;
- The Steward;
- Old Customs;
- The Lottery Ticket;
- My Uncle;
- Bachelors' Wives;
- Hints to Husbands;
- Fire and Water;
- The Bull's Head.

### Romanziere
- Il Roué (1828);
- The Oxonians (1830).

### Architetto
- Lyceum Theatre (1817 e 1830);
- St. James's Theatre;
- City of London Theatre;
- Drury Lane, il colonnato e gli interni.